# Paratetralophodon
Paratetralophodon — вимерлий рід хоботних з пізніх неогенових відкладень в Індії та Китаї. Попри те, що традиційно класифікується в родині Gomphotheriidae, останні дослідження виявили, що вони більш тісно пов'язані з сучасними слонами.
Paratetralophodon hasnotensis, знайдений на пагорбах Сівалік на півночі Індії, є єдиним однозначним видом у роді, але далекосхідну форму "Tetralophodon" exoletus умовно вважають віднесеною до цього роду на основі схожості з P. hasnotensis, тоді як зразки з Lantian, Китай, здається, представляють безіменний вид Paratetralophodon.